# 阿卜哈爾

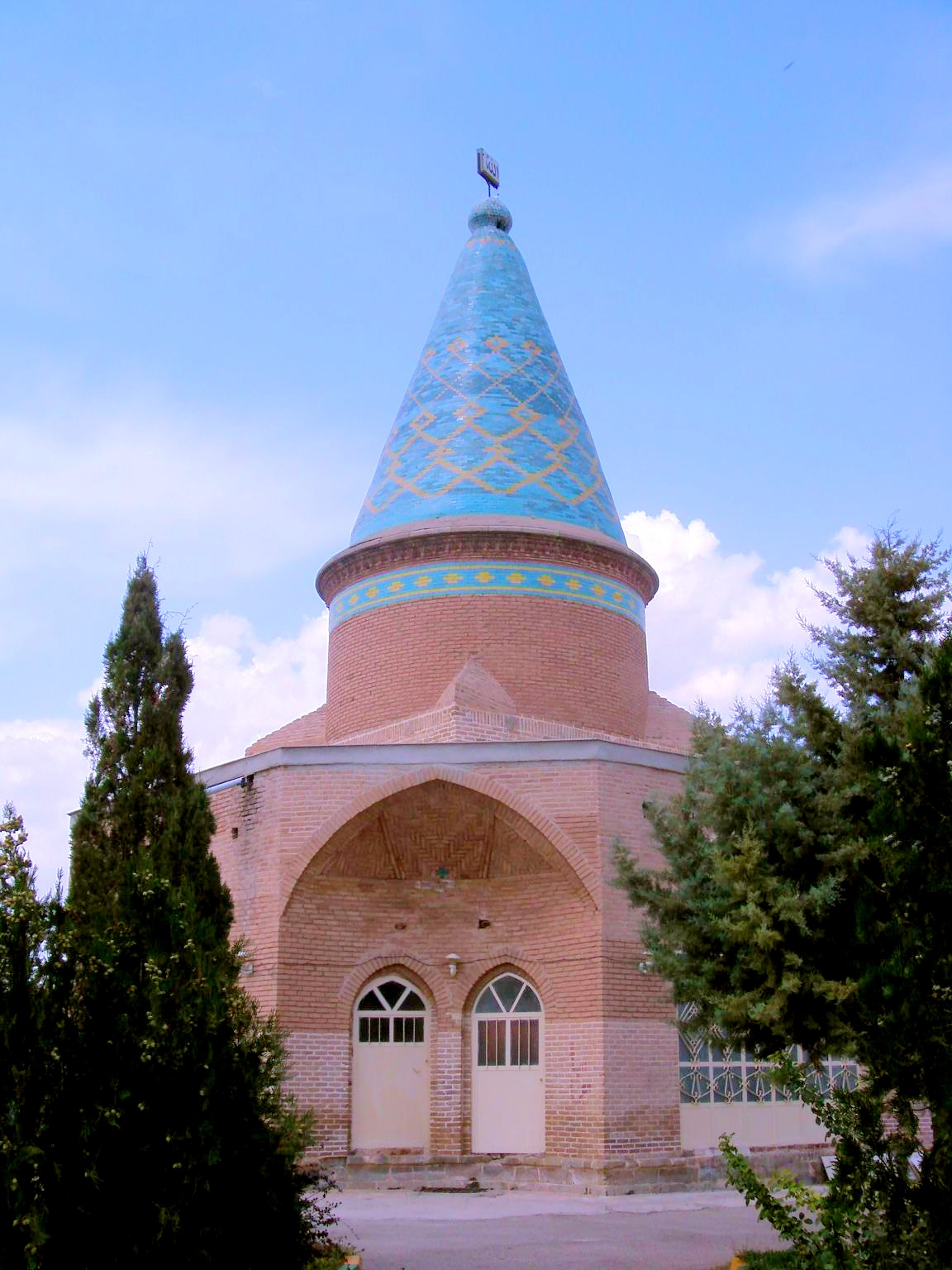

阿卜哈爾（波斯語：‎，羅馬化：Abhar）是伊朗的城市，位於該國西北部加茲溫和贊詹之間，由贊詹省負責管轄，面積10平方公里，海拔高度1,540米，市內有大學，2006年人口70,836。